# Microcosmus psammiferus
Microcosmus psammiferus är en sjöpungsart som beskrevs av Monniot 200. Microcosmus psammiferus ingår i släktet Microcosmus och familjen lädermantlade sjöpungar. Inga underarter finns listade i Catalogue of Life.